# Ferrelview (Misuri)
Ferrelview es una villa ubicada en el condado de Platte en el estado estadounidense de Misuri. En el Censo de 2010 tenía una población de 451 habitantes y una densidad poblacional de 1.527,47 personas por km².

## Geografía
Ferrelview se encuentra ubicada en las coordenadas 39°18′51″N 94°39′55″O / 39.31417, -94.66528. Según la Oficina del Censo de los Estados Unidos, Ferrelview tiene una superficie total de 0.3 km², de la cual 0.3 km² corresponden a tierra firme y (0%) 0 km² es agua.

## Demografía
Según el censo de 2010, había 451 personas residiendo en Ferrelview. La densidad de población era de 1.527,47 hab./km². De los 451 habitantes, Ferrelview estaba compuesto por el 89.8% blancos, el 3.55% eran afroamericanos, el 0.67% eran amerindios, el 0.44% eran asiáticos, el 1.33% eran isleños del Pacífico, el 0% eran de otras razas y el 4.21% pertenecían a dos o más razas. Del total de la población el 6.21% eran hispanos o latinos de cualquier raza.